# Атомно-абсорбційний аналіз
Атомно-абсорбційний аналіз (рос. атомно-абсорбционный анализ, англ. atomic absorption spectroscopy, нім. atomare Absorptionsanalyse) — метод кількісного визначення елементного складу речовини, що досліджується за атомними спектрами поглинання. Ґрунтується на здатності атомів вибірково поглинати електромагнітне випромінювання в різних ділянках спектра. Проводять на спец. приладах — абсорбційних спектрофотометрах. Атомно-абсорбційний метод відомий в декількох варіантах: полум'яному, електротермічному та спеціальному (атомізація в тліючому розряді, атомізація гідридів, метод холодного випаровування).

## Основи методу
А.-а.а. є спектрометричним методом та заснований на законі Бугера-Ламберта-Бера — A=lg(I0/I) = klC
Тут А — оптична густина
 I0 — інтенсивність початкового потоку випромінювання
 I — інтенсивність кінцевого потоку випромінювання
 k — молярний коефіцієнт світопоглинання
 l — довжина поглинаючого шару
 C — концентрація визначаємого елементу.

## Полум'яний варіант
Для розкладання та дисоціації проби потрібна температура від 2000 °C. Цього можна досягти вносячи рідку пробу за допомогою пневматичного розпилювача у вигляді аерозолю в полум'я. При цьому проходять наступні фізичні та хімічні процеси:
- видалення розчинника (зазвичай води)
- видалення конституційно та хімічно зв'язаного розчинника (розкладання міцних сольватів)
- випаровування сухої проби
- атомізація молекул і отримання вільних атомів

## Електротермічний варіант
В електротермічному варіанті методу пробу автоматичним дозатором вводять в графітову піч, нагріваєму електричним струмом. При нагріванні печі до високої температури солі дисоціюють з утворенням вільних атомів. З загального випромінювання спектральні лінії, що досліджуються, виділяють монохроматором, а їх інтенсивність фіксують фотоелектричним множником. А.-а, а. характеризується високою чутливістю, хорошою відтворюваністю результатів, експресністю. А.-а.а. застосовують для визначення як слідів (10−6%), так і макрокількостей приблизно 70 елементів в різних гірських породах, рудах, мінералах, продуктах нафтохімії тощо.

## Спеціальні варіанти
Хоча полум'я і електротермічні випарники є найпоширенішими методами атомізації, деякі інші методи атомізації використовуються для спеціалізованого використання

### Атомізація в тліючому розряді
Тліючий розряд відбувається в атмосфері аргонового газу низького тиску між 1 і 10 Tor. У цій атмосфері розташовують пару електродів, що застосовують постійний струм напругою від 250 до 1000 В для руйнування газу аргону на позитивно заряджені іони та електрони. Ці іони під впливом електричного поля прискорюються на поверхню катода, що містить зразок, бомбардуючи зразок і викликаючи викидання нейтрального атома зразка через процес, відомий як йонне розпилення. Атомна пара, що утворюється цим розрядом, складається з іонів, атомів основного стану та фракції збуджених атомів. Коли збуджені атоми рекомбінують назад у свій основний стан, випромінюється низькоінтенсивне світіння, даючи назву техніці.
Вимога до зразків пульверизаторів розпилювачів полягає в тому, що вони є електричними провідниками. Отже, розпилювачі найчастіше використовуються при аналізі металів та інших провідних зразків. Однак за допомогою належних модифікацій це можна використовувати для аналізу рідких зразків, а також непровідних матеріалів, змішуючи їх з провідником (наприклад, графітом).

### Атомізація гідридів
Методи генерації гідридів спеціалізуються на конкретних елементах. Методика забезпечує спосіб введення зразків, що містять арсен, стибій, селен, бісмут та свинець в газовій фазі. За допомогою цих елементів розпилення гідридів збільшує межі виявлення в 10–100 разів порівняно з альтернативними методами. Утворення гідриду відбувається шляхом додавання підкисленого водного розчину зразка до 1 % водного розчину боргідриду натрію, який міститься у скляній посудині. Леткий гідрид, що утворюється внаслідок реакції, що відбувається, переміщується в камеру атомізації інертним газом, де він зазнає розкладання. Цей процес утворює атомізовану форму аналіту, яку потім можна виміряти за допомогою поглинальної або емісійної спектрометрії.

### Розпилення холодною парою
Метод холодного випаровування — це метод атомізації, обмежений лише визначенням ртуті, оскільки він є єдиним металевим елементом, який має достатньо великий тиск пари при температурі навколишнього середовища. Спосіб ініціюється шляхом перетворення ртуті в Hg2 + шляхом окислення азотною та сірчаною кислотами з подальшим зменшенням Hg2 + хлоридом олова (II). Потім ртуть переміщується в довгопрохідну абсорбційну трубку, де входить в потік інертного газу через реакційну суміш. Концентрацію визначають шляхом вимірювання поглинання цього газу при 253,7 нм. Границі виявлення цієї методики знаходяться в межах мільярдних долей, що робить її відмінним методом виявлення ртуті.

## Приклади
Атомно-абсорбційний аналіз — використовується для визначення багатьох елементів (в основному металів) в воді, харчовій продукції, геологічних об'єктах.